# Tata (Marroc)
Tata (en àrab طاطا, Ṭāṭā; en amazic ⵟⴰⵟⴰ, Taḍa) és un municipi de la província de Tata, a la regió de Souss-Massa, al Marroc. Segons el cens de 2014 tenia una població total de 18.611 persones. Està situat en una plana desèrtica del desert del Sàhara, al sud-est d'Agadir i Taroudannt, prop de la frontera amb Algèria i la serralada Anti-Atles al peu del Jebel Bani. Els turistes utilitzen la ciutat com a base per a excursions a la zona. Tata es troba en la carretera N12 entre al nord-est de la capital regional Guelmim i al sud de la regió veïna de Drâa-Tafilalet. És a prop d'Algèria, encara que a causa de la llunyania de la zona no hi ha encreuament de la frontera.